# Чили на зимних Паралимпийских играх 2018
Чили на зимних Паралимпийских играх 2018 года в Пхёнчхане был представлена четырьмя спортсменами (Николас Бискерт-Хиздсон, Диего Примеро Сегуел Морено, Хулио Андрес Сото Уганде и Сантьяго Вега) в соревнованиях по горнолыжному спорту.

## Состав и результаты соревнований

### Горнолыжный спорт

#### Мужчины
Сидя
| Соревнования      | Спортсмены                  | Заезд 1/ Скоростной спуск | Заезд 1/ Скоростной спуск | Заезд 2/ Слалом      | Заезд 2/ Слалом      | Заезд 3/ Кросс | Заезд 3/ Кросс | Время   | Место |
| Соревнования      | Спортсмены                  | Время                     | Место                     | Время                | Место                | Время          | Место          | Время   | Место |
| ----------------- | --------------------------- | ------------------------- | ------------------------- | -------------------- | -------------------- | -------------- | -------------- | ------- | ----- |
| Скоростной спуск  | Николас Бискерт-Хиздсон     | DNF                       | DNF                       | отменены             | отменены             | отменены       | отменены       | 1:31.08 | 13    |
| Супер-гигант      | Николас Бискерт-Хиздсон     | Нет данных                | Нет данных                | Нет данных           | Нет данных           | Нет данных     | Нет данных     | DNF     | —     |
| Суперкомбинация   | Николас Бискерт-Хиздсон     | DNF                       | DNF                       | завершил выступление | завершил выступление | Нет данных     | Нет данных     | —       | —     |
| Слалом            | Николас Бискерт-Хиздсон     | 59.39                     | 12                        | 55.23                | 9                    | Нет данных     | Нет данных     | 1:54.62 | 9     |
| Слалом            | Диего Примеро Сегуел Морено | DNF                       | DNF                       | завершил выступление | завершил выступление | Нет данных     | Нет данных     | —       | —     |
| Гигантский слалом | Николас Бискерт-Хиздсон     | 1:09.75                   | 5                         | DNF                  | DNF                  | Нет данных     | Нет данных     | —       | —     |
| Гигантский слалом | Диего Примеро Сегуел Морено | 1:23.69                   | 25                        | DNF                  | DNF                  | Нет данных     | Нет данных     | —       | —     |

Стоя
| Соревнования      | Спортсмены               | Заезд 1/ Скоростной спуск | Заезд 1/ Скоростной спуск | Заезд 2/ Слалом      | Заезд 2/ Слалом      | Время   | Место |
| Соревнования      | Спортсмены               | Время                     | Место                     | Время                | Место                | Время   | Место |
| ----------------- | ------------------------ | ------------------------- | ------------------------- | -------------------- | -------------------- | ------- | ----- |
| Слалом            | Хулио Андрес Сото Уганде | DNF                       | DNF                       | завершил выступление | завершил выступление | —       | —     |
| Слалом            | Сантьяго Вега            | DNF                       | DNF                       | завершил выступление | завершил выступление | —       | —     |
| Гигантский слалом | Хулио Андрес Сото Уганде | 1:25.94                   | 36                        | 1:27.81              | 28                   | 2:53.75 | 28    |
| Гигантский слалом | Сантьяго Вега            | 1:15.75                   | 30                        | DNF                  | DNF                  | —       | —     |